# Michael Mørkboe
Michael Mørkboe (født 9. december 1971) er en tidligere dansk atlet. Han er medlem af Københavns IF samt siddende næstformand i bestyrelsen.

## Danske mesterskaber
- Bronze 2003 Tikamp 5266 point
- Bronze 2002 60 meter hæk inde 9,00
- Bronze 2000 Femkamp 2821 point
- Bronze 1997 Femkamp 2872 point
- Bronze 1993 Tikamp 5275 point